# WTA de Essen
O WTA de Essen – ou Faber Grand Prix, na última edição – foi um torneio de tênis profissional feminino, de categoria WTA Tier II.
Realizado em Essen, no oeste da Alemanha, estreou em 1992 e durou quatro edições. Os jogos eram disputados em quadras de carpete cobertas durante o mês de fevereiro. Após 1996, foi substituído por Hanover.

## Finais

### Simples
| Ano                           | Campeã            | Vice-campeã        | Resultado      |
| ----------------------------- | ----------------- | ------------------ | -------------- |
| 1996                          | Iva Majoli        | Jana Novotná       | 7–5, 1–6, 7–66 |
| Torneio não realizado em 1995 |                   |                    |                |
| 1994                          | Jana Novotná      | Iva Majoli         | 6–2, 6–4       |
| 1993                          | Natalia Medvedeva | Conchita Martinez  | 46–7, 7–5, 6–4 |
| 1992                          | Monica Seles      | Mary Joe Fernández | 6–0, 6–3       |

### Duplas
| Ano                           | Campeãs                               | Vice-campeãs                    | Resultado     |
| ----------------------------- | ------------------------------------- | ------------------------------- | ------------- |
| 1996                          | Meredith McGrath Larisa Neiland       | Lori McNeil Helena Suková       | 3–6, 6–3, 6–2 |
| Torneio não realizado em 1995 |                                       |                                 |               |
| 1994                          | Maria Lindström Maria Strandlund      | Eugenia Maniokova Leila Meskhi  | 6–2, 6–1      |
| 1993                          | Arantxa Sánchez Vicario Helena Suková | Wiltrud Probst Christina Singer | 6–2, 6–2      |
| 1992                          | Katerina Maleeva Barbara Rittner      | Sabine Appelmans Claudia Porwik | 7–5, 6–3      |

1. ↑  «Faber Grand Prix, Essen» (em inglês). grandslamhistory.com. Cópia arquivada em 19 de abril de 2023